# Aphis mutini
Aphis mutini är en insektsart som beskrevs av Pashtshenko 1994. Aphis mutini ingår i släktet Aphis och familjen långrörsbladlöss. Inga underarter finns listade i Catalogue of Life.